# Guimbal
Guimbal è una municipalità di quarta classe delle Filippine, situata nella Provincia di Iloilo, nella Regione del Visayas Occidentale.
Guimbal è formata da 33 baranggay:
- Anono-o
- Bacong
- Bagumbayan Pob. (Bagumbayan-Granada)
- Balantad-Carlos Fruto (Pob.)
- Baras
- Binanua-an
- Bongol San Miguel
- Bongol San Vicente
- Bulad
- Buluangan
- Burgos-Gengos (Pob.)
- Cabasi
- Cabubugan
- Calampitao
- Camangahan
- Generosa-Cristobal Colon (Pob.)
- Gerona-Gimeno (Pob.)

- Girado-Magsaysay (Pob.)
- Gotera (Pob.)
- Igcocolo
- Iyasan
- Libo-on Gonzales (Pob.)
- Lubacan
- Nahapay
- Nalundan
- Nanga
- Nito-an Lupsag
- Particion
- Pescadores (Pob.)
- Rizal-Tuguisan (Pob.)
- Santa Rosa-Laguna
- Sipitan-Badiang
- Torreblanca-Blumentritt (Pob.)